# Caloptilia glyphidopis
Caloptilia glyphidopis là một loài bướm đêm thuộc họ Gracillariidae. Nó được tìm thấy ở Fiji.